# 扶桑站
扶桑站（日语：／ Fusō eki */?）是一個位於日本愛知縣丹羽郡扶桑町大字高雄，屬於名古屋鐵道犬山線的鐵路車站。車站編號為IY12。

## 車站構造
島式月台2面4線地面車站。
| 月台 | 路線   | 方向 | 目的地               |
| ---- | ------ | ---- | -------------------- |
| 1、2 | 犬山線 | 下行 | 犬山、名鐵岐阜方向   |
| 3、4 | 犬山線 | 上行 | 名鐵名古屋、金山方向 |

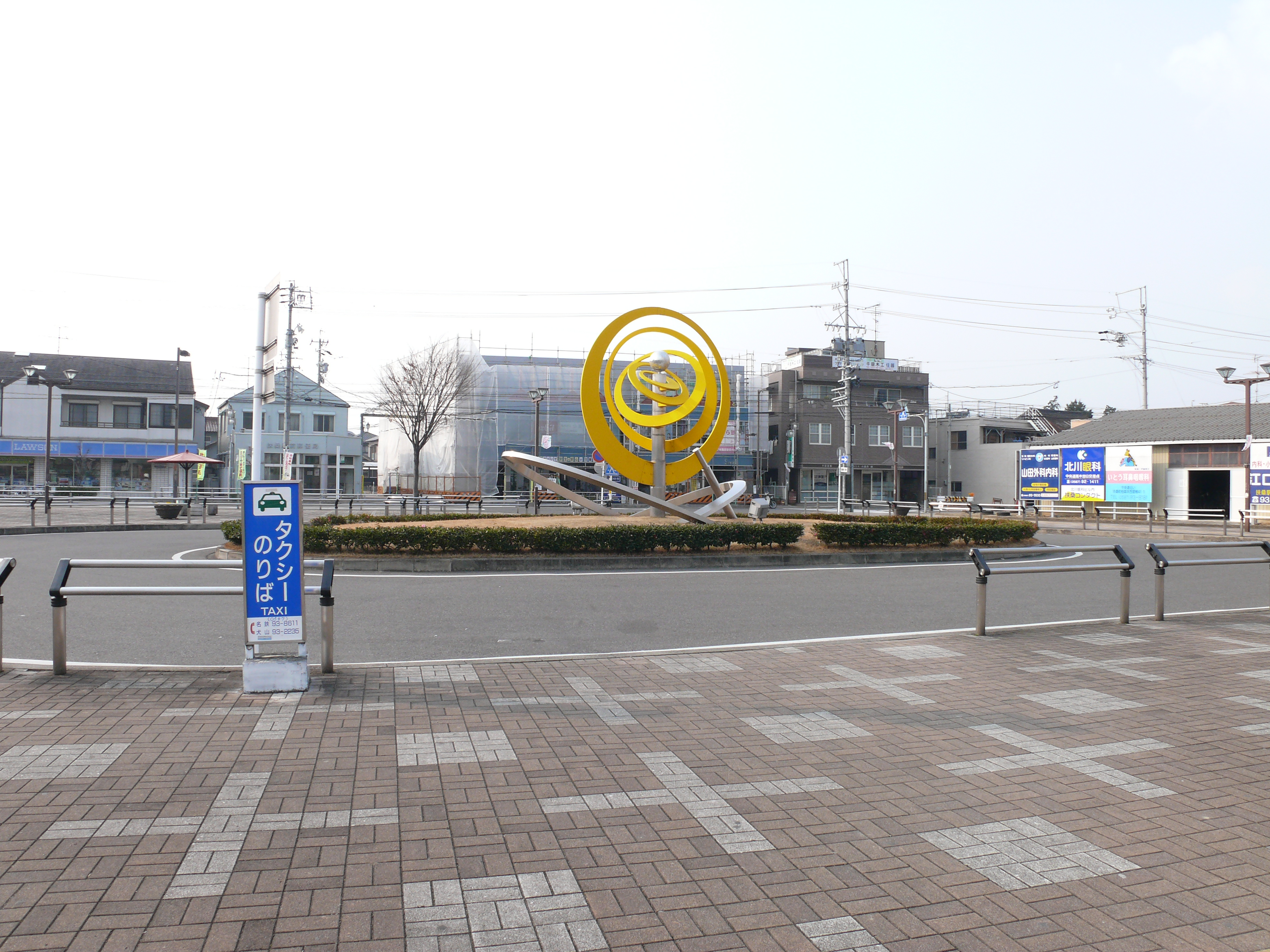
西口圓環
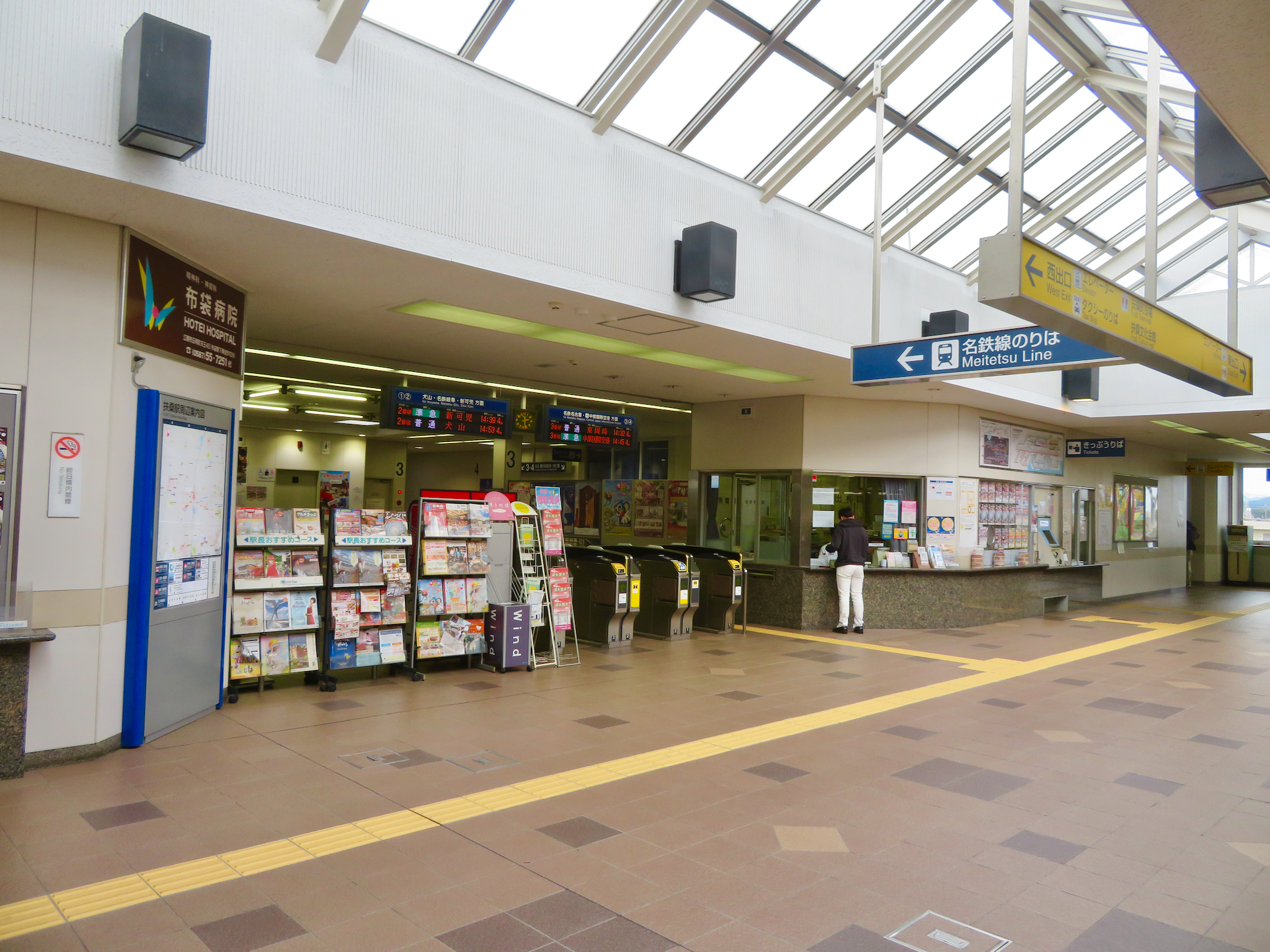
閘口

### 配線圖
| ← 岩倉、 名古屋方向 | 扶桑站 構內配線略圖 | → 犬山、 新鵜沼方向 |
| 图例 参考文献：     |                     |                     |

## 相鄰車站
名古屋鐵道
 犬山線
□μ-SKY、□快速特急、■特急
通過
□快速急行、■急行
柏森（IY11）－扶桑（IY12）－犬山（IY15）
■準急、■普通
柏森（IY11）－扶桑（IY12）－木津用水（IY13）

## 外部連結
- 扶桑 - 名古屋鐵道